# Brent Weinbach

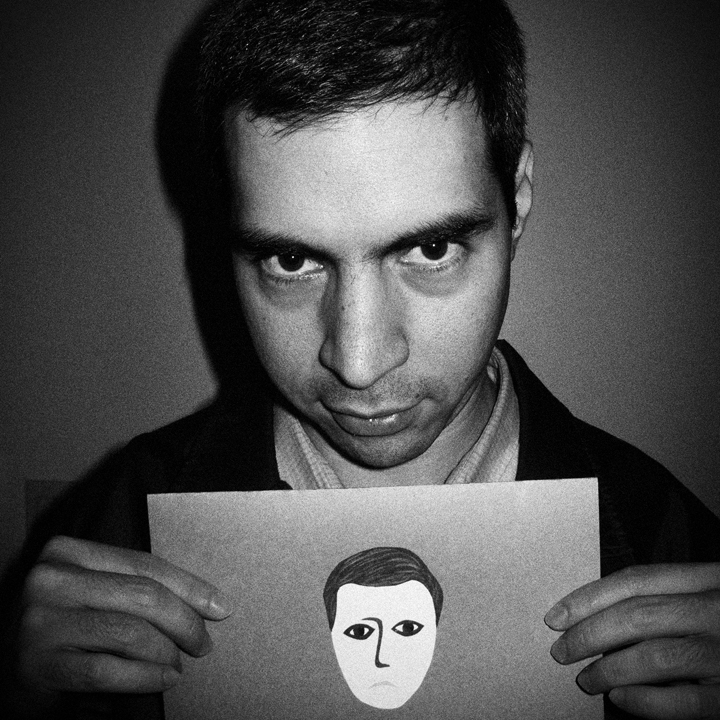
Weinbach im Jahr 2012

Brent Weinbach ist ein US-amerikanischer Stand-up-Komödiant, Schauspieler, Regisseur und Pianist. Er ist für seinen experimentellen und abstrakten Style bekannt. Seinen Abschluss machte er an der University of California, Berkeley.
Weinbach ist auch für seine kreativen Videos wie Gangster Party Line, Mind Jack, und Ultimate Drumming Technique bekannt. Er bekam den Andy Kaufman Award, welcher für Stand-Up-Comey-Innovation steht.
Brent hatte Auftritte in zahlreichen TV-Sendungen auf Comedy Central und hatte Auftritte auf zahlreichen Festivals, wie zum Beispiel dem Coachella.
Sein erstes Album, welches von Joe Frank inspiriert war, heißt Tales from the Brown. Sein zweites Album, welches im September 2009 erschien, hieß The Night Shift. Sein drittes Album trägt den Titel Mostes Live und erschien 2012.
Weinbach hatte 2008 eine kleine Rolle im Film Medicine for Melancholy. 2010 begann er einen Podcast, unter dem Namen The Legacy Music Hour. Im Dezember 2016 erschien er als Gast in der Letʼs Play Webserie Game Grumps.
2022 hat er den Spirit of Los Angeles Award, in der Kategorie „bestes Drehbuch“, beim Los Angeles International Film Festival, gewonnen.

## Filmographie
| Jahr    | Titel                              | Rolle                   | Notizen                                                                  |
| ------- | ---------------------------------- | ----------------------- | ------------------------------------------------------------------------ |
| 2008    | Medicine for Melancholy            | Bedienung               |                                                                          |
| 2008    | Live at Gotham                     | sich selbst             |                                                                          |
| 2010    | I Am Comic                         | sich selbst             | Dokumentation                                                            |
| 2011    | Lopez Tonight                      | sich selbst             | 2 Folgen                                                                 |
| 2011    | Conan                              | sich selbst             | Folge: The Way to a Manʼs Heart Is Through My Multi-Level Marketing Plan |
| 2012    | Funny as Hell                      | sich selbst             | TV-Serie                                                                 |
| 2013    | The Middle                         | Greg                    | Folge: The Ditch                                                         |
| 2013    | Stepsister                         | Matt                    | Kurz                                                                     |
| 2013–15 | Comedy Bang! Bang!                 | Mailman / Carlo Smencia | 2 Folgen                                                                 |
| 2013–16 | Pound House                        | Brent                   | Auch als Schriftsteller                                                  |
| 2014    | Garfunkel and Oates                | Andy                    | Folge: Speechless                                                        |
| 2014    | Pretty Perfect                     | Freiwilliger            |                                                                          |
| 2014    | Tim and Ericʼs Bedtime Stories     | Brett                   | Folge: The Endorsement                                                   |
| 2014    | I Don't Dance                      | Brent                   | Auch Schriftsteller, Produzent und Direktor                              |
| 2014    | Booze Boys & Brownies              | Cous Cous               |                                                                          |
| 2015    | The Meltdown with Jonah and Kumail | sich selbst             | 2 Folgen                                                                 |
| 2015    | Kroll Show                         |                         | Folge: The Commonwealth Games                                            |
| 2015    | Adventure Time                     | Bass Trommler           | Folge: Friends Forever                                                   |
| 2015    | Another Period                     | Scoops LaPue            | 3 Folgen                                                                 |
| 2015    | The Eric Andre Show                | Schriftsteller          |                                                                          |
| 2015–16 | @midnight                          | Himself                 | 2 episodes                                                               |
| 2016    | The 4th                            | Taxi Fahrer             |                                                                          |
| 2016    | Flophouse                          | sich selbst             | Dokumentationsserie                                                      |
| 2016    | Poop Talk                          | sich selbst             | Dokumentation                                                            |
| 2016    | Guest Grumps                       | sich selbst             | Web-Serie, Folge: Time Lord with Special Guest Brent Weinbach            |
| 2017    | Clarence                           | Stimme                  | TV-Serie                                                                 |
| 2017    | Appealing to the Mainstream        | sich selbst             | TV-Spezial                                                               |
| 2018    | Corporate                          | Walter                  | Folge: Casual Friday                                                     |
| 2020    | The Dress Up Gang                  | Brent                   | 6 Folgen                                                                 |
| ????    | False Awakenings                   |                         | Seine Geschichte                                                         |

- Tales From The Brown Side (2004)
- The Night Shift (2009)
- Mostly Live (2012)
- Appealing to the Mainstream (2017)
- Christmas Piano (2017)